# 茨城県道60号十王里美線
茨城県道60号十王里美線（いばらきけんどう60ごう じゅうおう さとみせん）は、茨城県日立市（十王地区）から常陸太田市（里美地区）に至る県道（主要地方道）である。

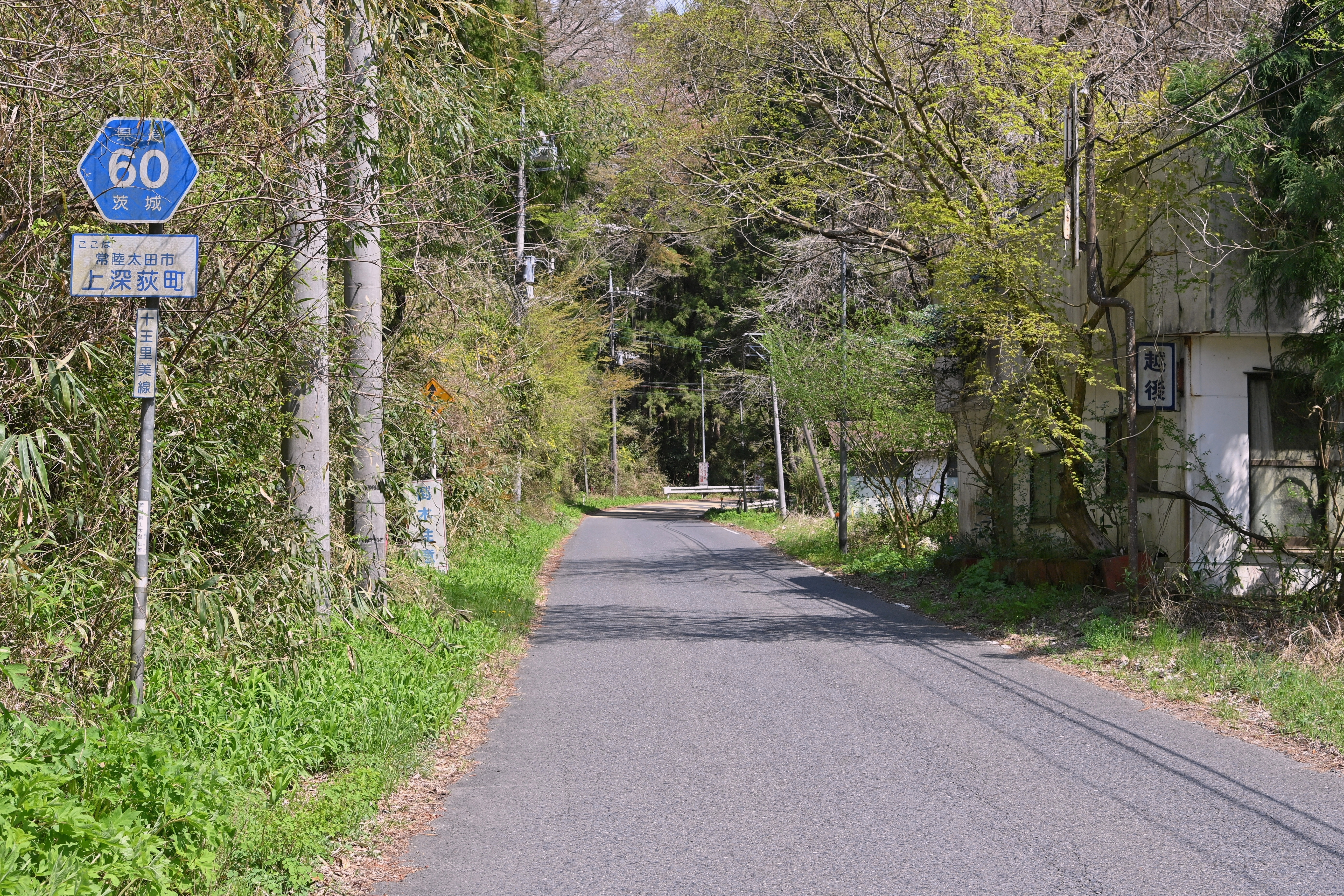
茨城県道60号十王里美線
常陸太田市上深荻町（2024年4月）

## 概要
日立市十王町友部から阿武隈高地を横断して、常陸太田市の国道349号交点まで東西に結ぶ延長約19キロメートル (km) の主要地方道である。

### 路線データ
- 起点：日立市十王町山部（茨城県道10号日立いわき線交点）
- 終点：常陸太田市上深荻町222番3（国道349号交点）[1]
- 総延長：18.851 km[2]
- 重用延長：なし km[2]
- 未供用延長：なし[2]
- 実延長：18.851 km[2]
- 自動車交通不能区間延長[注釈 1]：なし[2]

## 歴史
1982年（昭和57年）11月1日、前身にあたる県道山方十王線（整理番号104、那珂郡山方町 - 多賀郡十王町）を廃止し、新たな県道路線として、多賀郡十王町を起点、久慈郡里美村を終点とする里美村以東の区間を茨城県が路線認定した。1995年（平成7年）の整理番号の再編成により、整理番号60となり現在に至る。

### 年表
- 1982年（昭和57年）11月1日：
  - 県道十王里美線（整理番号104）として路線認定される[4]。
  - 道路区域を、多賀郡十王町大字友部（主要地方道日立いわき線） - 久慈郡里美村大字上深荻（国道349号）に指定[1]。
  - 同時に、山方十王線（整理番号104）の県道路線を廃止[5]。
- 1987年（昭和62年）3月30日：
  - 多賀郡十王町大字山部（主要地方道日立いわき線・山部交差点） - 大字高原の新道が開通[6]。
  - 十王ダム建設に伴い、多賀郡十王町大字高原 - 同町大字友部（主要地方道日立いわき線交点）の旧道（約2.5 km）を指定解除[7]。
- 1993年（平成5年）5月11日：建設省から、県道十王里美線が十王里美線として主要地方道に指定される[8]。
- 1995年（平成7年）3月30日：整理番号104から現在の番号（整理番号60）に変更される[9]。
- 1998年（平成10年）8月10日：多賀郡十王町友部地内において、現道を1.526 km延伸（日立市十王スポーツ広場付近 - 主要地方道日立いわき線）する道路区域が決定する[10]。
- 2008年（平成20年）3月26日：日立市十王町友部地内の街路整備区間（都市計画道路十王北通り線）の一部（約0.7 km）を本路線として供用開始[11]。
- 2009年（平成21年）1月29日：日立市十王町伊師本郷から同市十王町友部まで延長1.181 kmの道路区域（都市計画道路十王北通り線）が追加決定する[12]。
- 2016年（平成28年）3月30日：日立市十王町友部地内の都市計画道路十王北通り線の一部（400 m）が部分開通[13][14]。
- 2022年（令和4年）3月30日：日立市十王町友部 - 十王町伊師本郷地内の都市計画道路十王北通り線 (800 m) が開通し、都市計画道路十王北通り線が全線開通[15][16]。

## 路線状況
起点の日立市より約3 kmは対向2車線（片側1車線）だが、日立市十王町高原以西より常陸太田市の終点までの阿武隈高地山間部は、道路が1.5車線幅と狭く曲がりくねった道路が続き、通行には注意が必要となる。

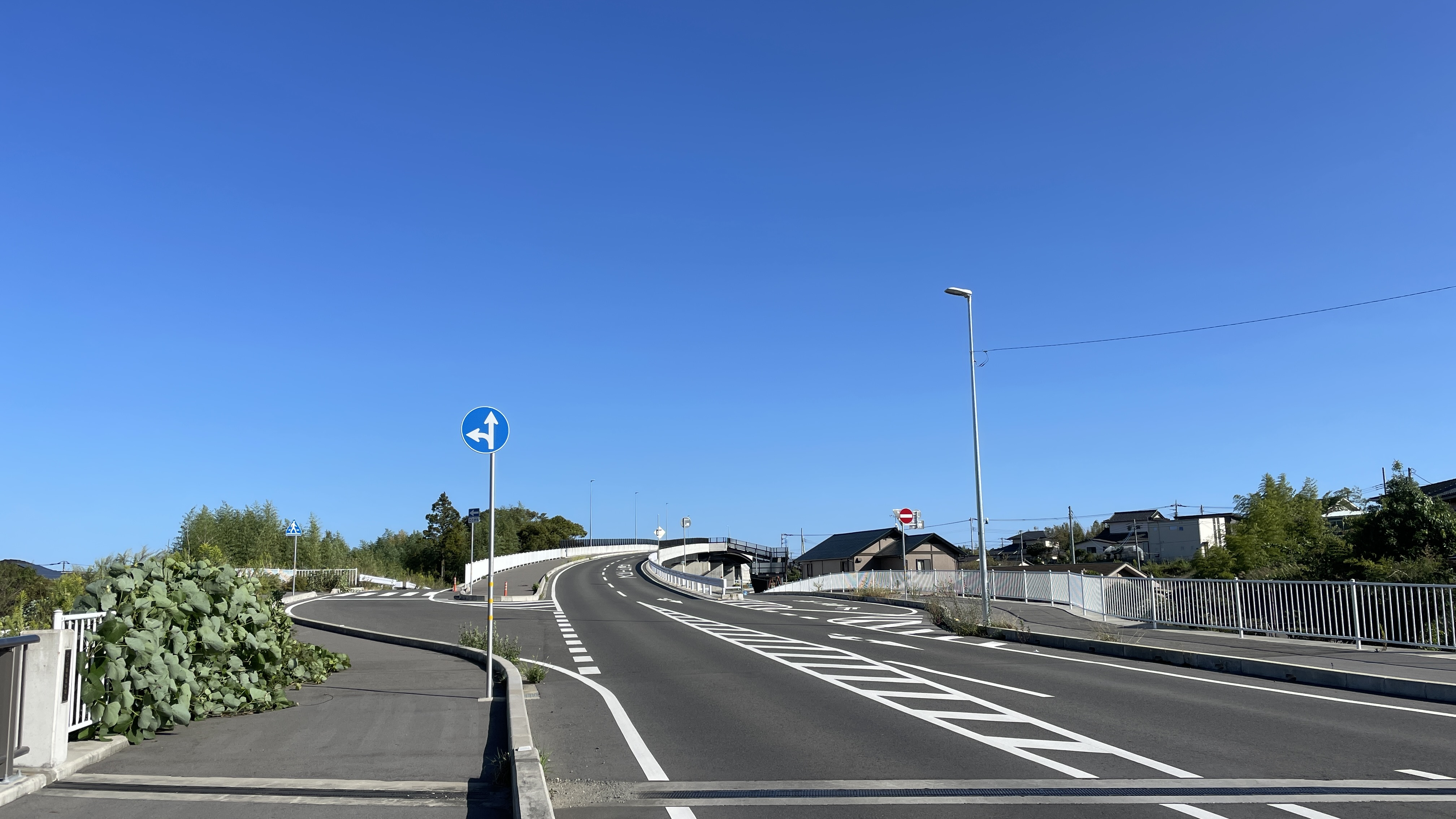
十王北跨線橋（2023年10月）

JR常磐線で分断された日立市十王町友部 - 同市十王町伊師本郷を連絡して、日立市北部地域を横断する都市計画道路十王北通り線が整備され、このうち西側の3.17 km区間が県道十王里美線に指定されており、市道指定区間を経て国道6号まで開通している。

### 道路施設
- 道保内橋（日立市十王町友部）
- 新川上橋（日立市十王町友部）
- 新石取戸橋（日立市十王町友部）
- 原橋（日立市十王町友部）

## 地理

### 通過する自治体
- 日立市
- 常陸太田市

### 交差する道路

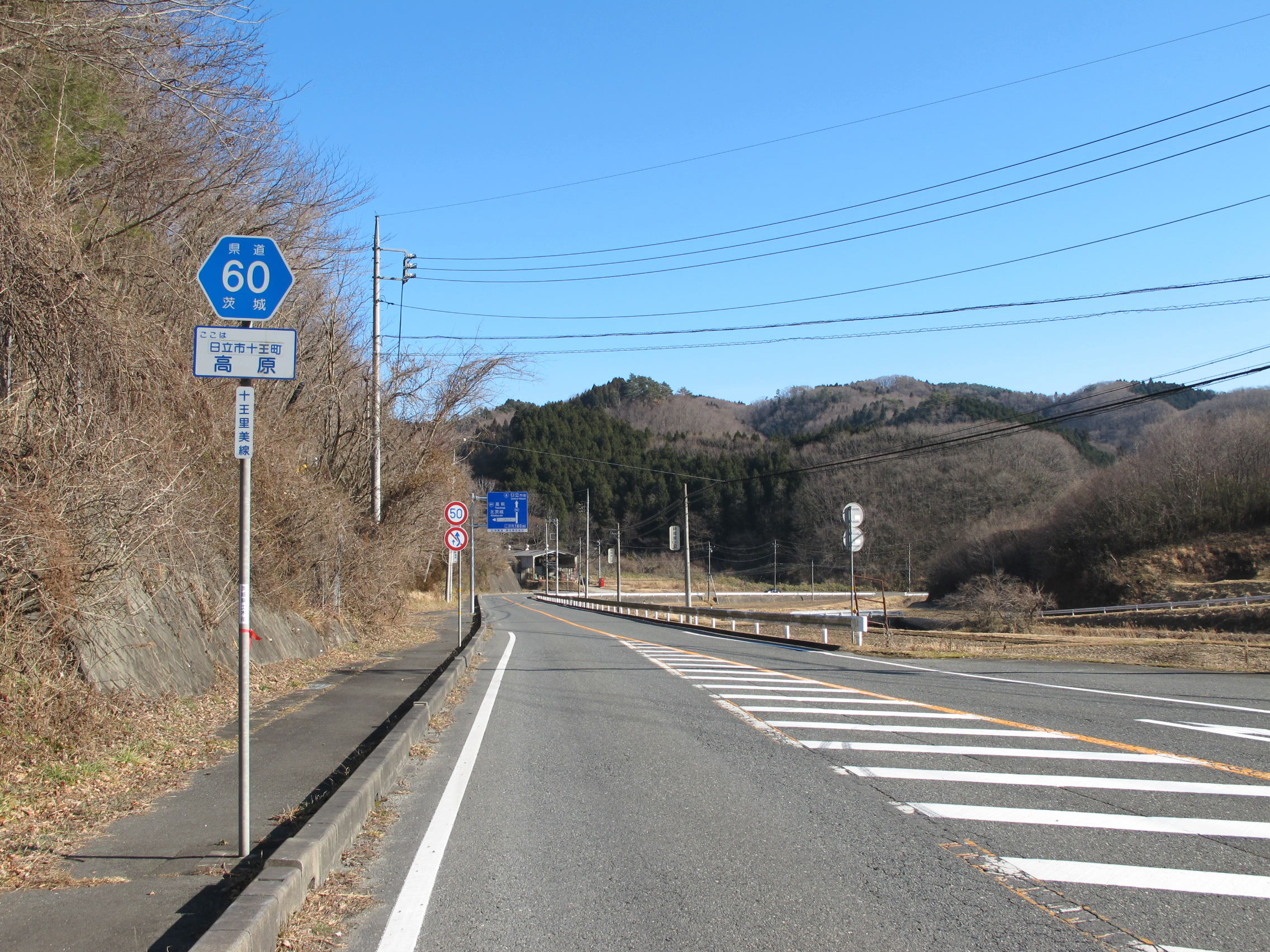
茨城県道60号十王里美線
日立市十王町高原（2014年1月）

- 茨城県道10号日立いわき線（日立市十王町山部・山部交差点、起点）
- 国道349号（常陸太田市上深荻町、終点）

### 沿線にある施設など
- 座禅山工業団地（日立市十王町山部）
- 十王ダム（日立市十王町友部）
- サットンヒルズカントリークラブ＆オリーブスパリゾート（日立市十王町高原）
- 新里美カントリークラブ（日立市中深荻町）